# Sergei Samoilowitsch Steinberg
Sergei Samoilowitsch (Samuilowitsch) Steinberg (russisch Сергей Самойлович (Самуилович) Штейнберг; * 26. Septemberjul. / 8. Oktober 1872greg. in Moskau; † 7. September 1940 in Swerdlowsk) war ein russischer Metallurg, Metallkundler und Hochschullehrer.

## Leben
Steinberg, Sohn des jüdischen Arztes und Psychiaters Samuil Iwanowitsch Steinberg, studierte an der Bergakademie Freiberg mit Abschluss 1906. Anschließend arbeitete er als Meister am Siemens-Martin-Ofen des Jurjusaner Eisenwerks. Von 1910 bis 1919 leitete er das Metallografie-Laboratorium der Motowilichinskije sawody in Perm. Dann war er Leiter der Elektrometallurgie-Abteilung des Trusts Uralmet in Slatoust. Zusammen mit A. F. Gramolin konstruierte er einen Lichtbogenofen.
Nach der Oktoberrevolution entwickelte er als Erster in der UdSSR 1922–1923 ein Verfahren zur Herstellung hochfester Stahldrähte und führte es im Belorezker Stahldrahtwerk zur Produktion von Stahlseilen ein. Ab 1925 leitete er den Lehrstuhl für Metallkunde und Wärmebehandlung des Uraler Polytechnischen Instituts in Swerdlowsk (1927 Ernennung zum Professor). Dazu gründete er 1926 die Ural-Abteilung des Instituts für Metalle und leitete sie bis 1930. Damit gilt er als Gründer der Uraler Metallkunde-Schule. Zu seinen Schülern gehörten Wissarion Dmitrijewitsch Sadowski und Witali Jakowlewitsch Subow. 1930 leitete er die Arbeit zur Produktion von Elektroblech im Werx-Issetski-Metallurgie-Werk in Swerdlowsk (gegründet 1726 von Georg Wilhelm Henning). Ab 1932 arbeitete Steinberg in der Ural-Abteilung der Akademie der Wissenschaften der UdSSR (AN-SSSR). 1934 wurde er Doktor der technischen Wissenschaften. 1939 wurde er Leiter des Instituts für Metallurgie, Metallkunde und Physik der Metalle der Ural-Abteilung der AN-SSSR und Korrespondierendes Mitglied der AN-SSSR.

## Ehrung
- Orden des Roten Banners der Arbeit